# Индо-Пацифик
Индо-Пацифик, понекад назван и Индо-западни Пацифик, представља биогеографски регион земљиних мора и састоји се од тропских вода Индијског океана, западног и централног Пацифика и мора која повезују поменута два океана, а које се налазе у ширем подручју Индонезије. Индо-Пацифик не садржи умерене и поларне регионе Индијског и Тихог океана, као ни Тропски источни Пацифик који, заједно са пацифичком обалом Америка, представља засебну морску област.